# Indigo blue
indigo blue（インディゴ ブルー）は、日本の男女2人組音楽ユニットである。

## メンバー
- Rina（リナ、1976年8月30日[1] - ）
  - ボーカル・アコースティックギター・作詞担当。詳細は項目を参照。
- Kou（コウ、1968年1月6日[2] - ）
  - アコースティックギター・コーラス・編曲担当。
  - 北海道出身。本名：白須恒一（しらす こういち）。弟はミュージシャンの白須衛治。

## 概要
2005年8月、テイチクエンタテインメントインペリアルレコードよりアルバム『indigo blue』でデビュー。アルバムに先駆けて先行発売された両A面シングル「Sweet Home」は、各CDショップ限定で複数の廉価盤を発表するマーケティング販売を行った。
作品発表と並行して、デビュー以降スターバックス銀座マロニエ通り店において定期的なカフェライブを行っており、スターバックスと提携したコラボレーション作品も発表している。またデビュー以降、複数の作品をアメリカ・ナッシュビルにてレコーディングを行っている。
2005年発表の「コバルトブルー」は芦屋雁之助に捧げた楽曲として、2007年発表の「パパとるすばん」はNHK『みんなのうた』使用曲として、それぞれメディアに取り上げられた。

## ディスコグラフィー

### アルバム
1. indigo blue（2005年8月24日）
2. indigo blue 2 〜scent of magnolia〜（2006年8月23日）
  - 「magnolia」：シーモール下関CMソング
  - 「レモネード」：セイコーマートミネラルウォーター『京極の名水』CMソング
3. indigo blue 3 〜magic carpet〜（2008年10月22日）
  - 「Set Me Free」：テレビ東京系『ミューズの晩餐』エンディングテーマ
4. SHORELY（2010年10月20日）
  - 「ほなたり」：BS朝日『いつも、ロハス日和懐かしい未来への旅』エンディングテーマ

### オリジナルシングル
1. Sweet Home/Big Mistake（2005年11月2日）
  - 「Sweet Home」：日本テレビ系『情報ツウ』2005年11月度エンディングテーマ
  - 「Big Mistake」：テレビ東京系『ドライブ A GO!GO!』エンディングテーマ
2. Start Over（2006年6月7日）
3. 心星 -シンボシ-（2007年5月23日）
4. 夏色スカイ（2008年7月23日）
  - 「自転車ドリーマー」：テレビ東京系『釣り・ロマンを求めて』エンディングテーマ、テレビ東京『ザ・ドキュメンタリー』テーマソング
5. My Wish（2009年11月4日）
  - NHK『みんなのうた』2009年10・11月度使用曲
6. Walk On（2010年4月21日）
  - 朝日放送・テレビ朝日系『朝だ!生です旅サラダ』エンディングテーマ

### 限定シングル
1. Sweet Home/Empty Bottle（2005年8月10日）
  - WAVE限定発売
2. Sweet Home/Place Like Here（2005年8月10日）
  - HMV限定発売
3. Sweet Home/Got To Be The Love（2005年8月10日）
  - 新星堂限定発売
4. Sweet Home/Coffee Cup（2005年8月10日）
  - タワーレコード限定発売
5. Sweet Home/コバルトブルー（2005年8月10日）
  - 山野楽器限定発売
6. レモネード/Start Over（2006年8月10日）
  - 北海道地域限定発売
7. SAKURA Road（2008年3月1日）
  - スターバックス『スプリングキャンペーン 2008 "SAKURA"』コラボレーションキャンペーンソング
  - スターバックス限定発売（チョコレートとの同梱パッケージ）
8. Set Me Free（2008年9月26日）
  - 山野楽器限定発売
9. So Beautiful（2008年9月26日）
  - WAVE限定発売

### 配信限定楽曲
いずれもiTunes Store限定配信。
1. Merry Merry (GarageBand Mix)（2007年11月25日）
2. Blue Butterfly (GarageBand Mix)（2007年12月25日）
3. Light My Candle (GarageBand Mix)（2008年1月25日）
4. Sweets Magic（2009年10月14日）
  - ローソン『Uchi Cafe SWEETS』キャンペーンソング
5. 風のかおり（2011年4月27日）
  - BS朝日『百年名家～築100年の家を訪ねる旅～』エンディング・テーマ

### 参加作品
- 遠藤由実「パパとるすばん」（2007年6月16日）
  - NHK『みんなのうた』2007年4・5月度使用曲
  - 作詞・作曲・作品プロデュース担当。
- 岩崎宏美「心に咲く花」（2009年5月20日）
  - 作詞（Rina）・作曲（indigo blue）担当。
- 「天使の恋」オリジナル・サウンドトラック（2009年11月18日）
  - 「I'm The One」：ギャガ・コミュニケーションズ配給映画『天使の恋』オープニングテーマ